# Süntecker Luak
Die Süntecker Luak ist eine Naturhöhle in Sundwig, einem Stadtteil von Hemer im Sauerland.
Die Höhle befindet sich auf 248 m ü. NHN im mitteldevonischen Massenkalk des Perick-Höhlensystems und ist als flächiges Naturdenkmal geschützt. Sie liegt in einer Felsformation mit einem kleinen Kalkbuchenwaldbewuchs, hat eine Länge von 30 Meter und zwei Eingangsportale. Tiefer im Inneren des Berges befinden zwei kleine Hallen. Die Höhle ist im Geotopkataster des Landes Nordrhein-Westfalen mit einer digitalisierten Fläche von 700 m² unter der Nummer GK-4612-011 eingetragen.
Bei regelmäßig durchgeführten Bestandsaufnahmen von Fledermäusen in 17 Winterquartieren im Märkischen Kreis, die von Winter 1987/88 bis Winter 2011/12 stattfanden, wurden in der Süntecker Luak ab 1991 mit Unterbrechungen die Fransenfledermaus, ab 2002/03 das Braune Langohr und ab 2006 die Zwergfledermaus registriert.
Für die Öffentlichkeit ist die Höhle seit 1998 nicht mehr zugänglich.